# Amund Ringnes Island
Amund Ringnes Island ist eine Insel im kanadischen Territorium Nunavut und gehört zu den Sverdrup-Inseln, die wiederum Teil der Königin-Elisabeth-Inseln sind.

## Geographie
Die Insel liegt östlich von Ellef Ringnes Island, getrennt durch den Hassel Sound, westlich von Axel Heiberg Island, getrennt durch den Massey Sound und nördlich von Cornwall Island, getrennt durch die Hendriksen Strait. Im Massey Sound ist ihr Haig-Thomas Island vorgelagert. Amund Ringnes Island besitzt eine Fläche von 5255 km². Der größte Teil der Insel ist aber mit Höhen unter 100 m sehr flach. Zwischen Cape Sverre im Norden und Cape Ludwig im Süden ist die Insel 119 km lang. Ihre maximale Breite beträgt 75 km.
Amund Ringnes Island besteht überwiegend aus Schiefer und Kalkstein mit Dykes und Lagergängen von Labradorit und anderen magmatischen Mineralien. Im Norden gibt es ein 30 km langes Gips-Evaporit, das mit 265 m über Meeresniveau die größte Höhe der Insel erreicht.

## Geschichte
Teilnehmer der Zweiten Fram-Expedition (1898–1902) sichteten Amund Ringnes Island erstmals am 16. April 1900 von der Westküste Axel Heiberg Islands aus. Otto Sverdrup schickte daraufhin Gunnerius Ingvald Isachsen und Sverre Hassel über den Massey Sound, die die Insel am 20. April betraten und für Norwegen in Besitz nahmen. Sverdrup benannte sie nach Amund Ringnes, einem Mitbegründer der norwegischen Brauerei Ringnes, die die Expedition mitfinanzierte. Im folgenden Jahr kartierte Isachsen Teile der Insel, als er gemeinsam mit Hassel Amund Ringnes und Ellef Ringnes umrundete.
Am 15. Juni 1908 traf Frederick Cook auf dem Rückweg von seinem Versuch, den Nordpol zu erreichen, am Cape Sverre erstmals wieder auf Land. Er betrat die kleine namenlose Insel westlich des Kaps, die inoffiziell Cook Island genannt wird, und setzte seinen Weg durch den Hassel Sound nach Süden fort.
1916 kam  Donald MacMillan (1874–1970) an die Südküste der Insel, und einen Monat später zog Vilhjálmur Stefánsson von Meighen Island kommend an der Westküste vorbei, ohne an Land zu gehen. Sie wurde erst 1929 von einer Patrouille der Royal Canadian Mounted Police wieder betreten. 1930 verschwand die Expedition Hans Krügers im Gebiet der Sverdrup-Inseln. Krügers letzte Nachricht, die auf Meighen Island gefunden wurde, gibt als nächstes Ziel Cape Sverre an. Ob Krüger dort jemals ankam, ist bis heute ungeklärt. Spuren der Expedition wurden auf der Insel bislang nicht gefunden.
1938 stattete der britische Ornithologe David Haig-Thomas (1908–1944) Amund Ringnes Island einen kurzen Besuch ab und entdeckte dabei die nach ihm benannte Insel. Eine vollständige Kartierung der Insel wurde erst 1955 vom Geological Survey of Canada vorgenommen. Seit den 1970er Jahren ist Amund Ringnes Island Objekt intensiver Erforschung durch Mineralölgesellschaften.